# 胎内仏
胎内仏（たいないぶつ）とは仏像の胎内などに納める小さい仏像である。

## 歴史
古くは法隆寺西円堂本尊の『薬師如来像』の胎内仏が伝わるが、多くは平安時代以後にみられる。
両像が同じ場合と胎内仏が別の場合とがあり、新しく造った仏像の胎内に古い仏像を納めたり、また発願者に関係の深い仏像を納める場合がある。